# Ceratosolen galili
Ceratosolen galili is een vliesvleugelig insect uit de familie vijgenwespen (Agaonidae). De wetenschappelijke naam is voor het eerst geldig gepubliceerd in 1964 door Wiebes.